# Föhn (filme)
Föhn é um filme alemão ocidental do gênero cinema de montanha de 1950 dirigido por Rolf Hansen e estreando Hans Albers, Liselotte Pulver e Adrian Hoven. É um refilmagem do filme de 1929 de Arnold Fanck chamado The White Hell of Pitz Palu. Um jovem casal americano aompanham um alpinista veterano em uma escalada perigosa nos Alpes Suíços.

## Elenco
- Hans Albers, como o Dr. Johannes Jensen
- Liselotte Pulver como Maria
- Adrian Hoven como Pedro Hofkirchner
- Antje Weisgerber como Frau Dr. Jensen
- Heinrich Gretler como Der Glucker
- Lucius Versell como Cristão Gluckers Sohn
- Ellen Widmann como Hebamme